# بنفشه مهمیزبلند
 بنفشه مهمیزبلند (نام علمی: Viola calcarata) نام یک گونه از سرده بنفشه است.